# Crepes & Waffles
Crepes & Waffles es una cadena de restaurantes colombiana creada en 1980 en la ciudad de Bogotá por dos estudiantes del Colegio de Estudios Superiores de Administración.

## Historia
En 1980 Beatriz Fernández y Eduardo Macía, dos estudiantes del Colegio de Estudios Superiores de Administración de Bogotá, decidieron crear una crepería de estilo francés en la capital colombiana contratando solamente mujeres cabeza de hogar con el fin de apoyar a este sector de la población. Con una carta compuesta por crepes, waffles y helados, la marca empezó a tomar fuerza en Bogotá, dando paso a la apertura de varios locales en la década de 1980.
En la actualidad, Crepes & Waffles cuenta con cerca de 180 restaurantes y más de 130 heladerías en Colombia, distribuidos en ciudades como Bogotá, Medellín, Cali, Barranquilla,
Bucaramanga, 
Cartagena y Pereira, entre otras. Internacionalmente, la marca tiene presencia en Ecuador, México, Chile, España y Panamá con cerca de treinta restaurantes en dichos países.

## Restaurantes

Mapa de países con Crepes & Waffles

| País     | Restaurantes | Heladerías |
| -------- | ------------ | ---------- |
| Colombia | 172          | 138        |
| Chile    | 3            |            |
| Ecuador  | 8            | 3          |
| España   | 3            |            |
| México   | 11           |            |
| Panamá   | 4            |            |